# Manuel Moncloa y Covarrubias
Manuel Moncloa y Covarrubias (Lima, 24 de abril de 1859 - ibídem, 10 de diciembre de 1911) fue un escritor, dramaturgo, novelista y periodista peruano, que utilizó el seudónimo de Cloamón. Se destacó por su fecunda y prolongada labor en el campo del teatro, no solo como dramaturgo, sino también como crítico e historiador. A él le debemos las principales investigaciones sobre el teatro peruano de fines del siglo XIX y albores del siglo XX, hasta 1910. Como novelista escribió Las cojinovas (1905), novela que es una crítica de las costumbres limeñas.

## Biografía
Nacido y educado en Lima, apenas concluyó su educación secundaria integró el Club Talía (1876-1880), cuyos miembros montaban escenas en el teatro que habilitó en su propia casa. Simultáneamente cursó Jurisprudencia en la Universidad Mayor de San Marcos. Pero tras el estallido de la guerra con Chile y la turbación de la vida limeña ante la inminente invasión extranjera, abandonó los estudios universitarios y se enroló en la reserva como teniente del batallón N.º 2. Luchó en la batalla de Miraflores donde cayeron heroicamente los últimos defensores de la capital peruana (15 de enero de 1881)
Superada la crisis bélica, en 1886 contribuyó a la formación del Círculo Literario. Como dramaturgo y periodista desarrolló entonces una intensa labor. Se destacó por su humorismo crítico, pero pintoresco y ligero a la vez. Desde 1884 puso en escena 9 monólogos y 1 diálogo, 26 comedias y zarzuelas en un acto, 2 en dos actos, y 3 en tres actos. 
Junto con Enrique Guzmán y Valle y Evaristo San Cristóval fundó la revista La Ilustración Americana (1891). Asimismo, colaboró en varios periódicos y revistas, como El Perú Ilustrado (de la que fue director reemplazando a Clorinda Matto de Turner), El Comercio, Lima Ilustrada, América Literaria y Variedades. 
En 1901 pasó a laborar en el archivo del Ministerio de Relaciones Exteriores. En 1904 pasó a ser oficial mayor del Archivo de Límites, ocasión en la que colaboró en la selección de los documentos que el internacionalista Víctor M. Maúrtua incluyó como pruebas para afianzar la posición del Perú en su conflicto de límites con Bolivia. En 1905) fue designado contador del mismo ministerio.

## Obras

### Teatro
- El Nudo, ensayo dramático, su primera obra teatral. Es una pieza en dos actos puesta en el escenario casero del Teatro Pepín (5 de diciembre de 1882) y estrenada en el Teatro Principal de Córdoba (25 de noviembre de 1883) por la Sociedad Dramática de la Juventud Cordobesa.
- ¿Dos o uno?, juguete cómico estrenado en el Teatro Politeama (1884).
- A media noche (1886), zarzuela, en colaboración con José Mendiguren
- San marido mártir, comedia escrita también en colaboración con Mendiguren, pero que las autoridades no permitieron representar pues consideraron que tenía alusiones personales.
- Ocho cubiertos con vino (1887), juguete cómico.
- Resurrección (1887).
- ¡Al fin solos! (1887), juguete cómico.
- Sin comerlo ni beberlo, estrenada en el Teatro Olimpo (30 de octubre de 1888).
- El suicida (1902), monólogo.
- La primera nube (1906), monólogo.
- La gran calle (1906), zarzuela en colaboración con Víctor González Mantilla.
- Lima por dentro, en colaboración con su hijo Manuel Moncloa Ordóñez.
- Electra, también en colaboración con su hijo.
- El paraíso perdido, en colaboración con Nicolás Augusto González.
- Los soplones, en colaboración con Federico Blume y Corbacho.

Sobre la historia del teatro peruano, sus actores y sus críticos, publicó las obras siguientes:
- Tipos menudos (1895), estampas costumbristas, con prólogo de Carlos G. Amézaga.
- De telón adentro (1897).
- Diccionario teatral del Perú (1905).
- El teatro de Lima (1909).
- Mujeres de teatro (1910).

### Novela
- Carlos (1884).
- Las cojinovas (subtitulada Costumbres cursis limeñas, 1905), con prólogo de José Santos Chocano, es una atrevida y vivaz novela de costumbres limeñas. Los personajes principales de la novela, dos hijas y su madre, se caracterizan por su arribismo y escaso buen gusto.

### Otras obras
- Recreos del pensamiento (1877).
- Costa Rica (1888), crónicas de viaje.
- Los bohemios de 1886 (1901), folleto donde evoca las actividades del Círculo Literario y sus miembros.

## Costumbrismo
Junto con Abelardo Gamarra El Tunante, Cloamón es el máximo representante del costumbrismo literario del Perú de fines del siglo XIX y comienzos del siglo XX. No ataca abiertamente a las costumbres, sino que presenta un aspecto negativo o simplemente ridículo, para incitar así a los lectores a formarse una opinión crítica hacia las mismas. Escribe por ejemplo:

Las niñas eran, casi todas analfabetas velis nolis, a fin de que no pudieran tener correspondencia con sus piquines, y no padeciera la moral,

 con lo que, naturalmente, provoca la censura a tan retrasado modo de pensar, muy común todavía en el mundo hispano de finales del siglo XIX.
Según Luis Alberto Sánchez, es difícil hallar galas de estilo en los escritos de Moncloa, pero sí amenidad.